# Nước công nghiệp
Nước phát triển, nước tiên tiến hay nước công nghiệp là các quốc gia và vùng lãnh thổ có trình độ phát triển vượt trội so với phần còn lại của thế giới. Được biểu hiện thông qua sự tiến bộ đồng đều của tổng hợp các chỉ số kinh tế, chính trị, xã hội.

## Đặc điểm
Quốc gia phát triển bao gồm các đặc điểm như mức độ tăng trưởng kinh tế và an ninh cao. Các tiêu chí tiêu chuẩn để đánh giá trình độ phát triển của một quốc gia là thu nhập bình quân đầu người, tổng sản phẩm nội địa, mức độ công nghiệp hóa, bình quân tiêu chuẩn sinh hoạt và số lượng cơ sở hạ tầng công nghệ. Các yếu tố phi kinh tế, chẳng hạn như chỉ số phát triển con người (HDI), chỉ số đánh giá trình độ học vấn, khả năng đọc viết và sức khỏe của một quốc gia cũng có thể được sử dụng để đánh giá mức độ phát triển.
Ở những nước công nghiệp hiện nay, công nghiệp nặng, công nghệ cao và dịch vụ là ba ngành kinh tế chủ lực. Các quốc gia công nghiệp cũng có mức thu nhập bình quân đầu người cao hơn rất nhiều so với những nước đang phát triển. Điều này có nghĩa là nếu một nước công nghiệp mới muốn được coi là phát triển thì ngành công nghiệp của nước đó phải có tỷ trọng cùng trình độ cao hơn rất nhiều so với phần còn lại. Các nước công nghiệp cũng có chỉ số phát triển con người rất cao.
Ngoài danh xưng "nước công nghiệp", nhóm quốc gia này còn được gọi với những tên gọi khác như "nước phát triển", "nước tiên tiến", hay các nước thuộc Thế giới thứ nhất.

## Danh sách
| Rất cao Cao | Trung bình Thấp | Không có dữ liệu |

Các nước phát triển
Các nước đang phát triển
Các nước kém phát triển
Không có dữ liệu

Bản đồ biểu thị chỉ số phát triển con người của các quốc gia trên thế giới (2020)

Theo Quỹ Tiền tệ Quốc tế (IMF), năm 2022, thế giới có 40 quốc gia và vùng lãnh thổ đã đạt tới cũng như vẫn tiếp tục giữ vững được trình độ của một nước công nghiệp. IMF gọi họ là các nền kinh tế tiên tiến (Advanced Economies). Danh sách bao gồm:
Châu Âu
- Andorra
- Áo
- Bỉ
- Cộng hòa Séc
- Đan Mạch
- Estonia
- Phần Lan
- Pháp
- Đức
- Hy Lạp
- Iceland
- Ireland
- Ý
- Latvia
- Lithuania
- Luxembourg
- Malta
- Hà Lan
- Na Uy
- Bồ Đào Nha
- San Marino
- Síp
- Slovakia
- Slovenia
- Tây Ban Nha
- Thụy Điển
- Thụy Sĩ
- Vương quốc Anh

Châu Á
- Hồng Kông
- Israel
- Nhật Bản
- Hàn Quốc
- Ma Cao
- Singapore
- Đài Loan

Châu Mỹ
- Canada
- Hoa Kỳ
- Puerto Rico

Châu Đại Dương
- Úc
- New Zealand